# Avenida Afonso Pena (Uberlândia)

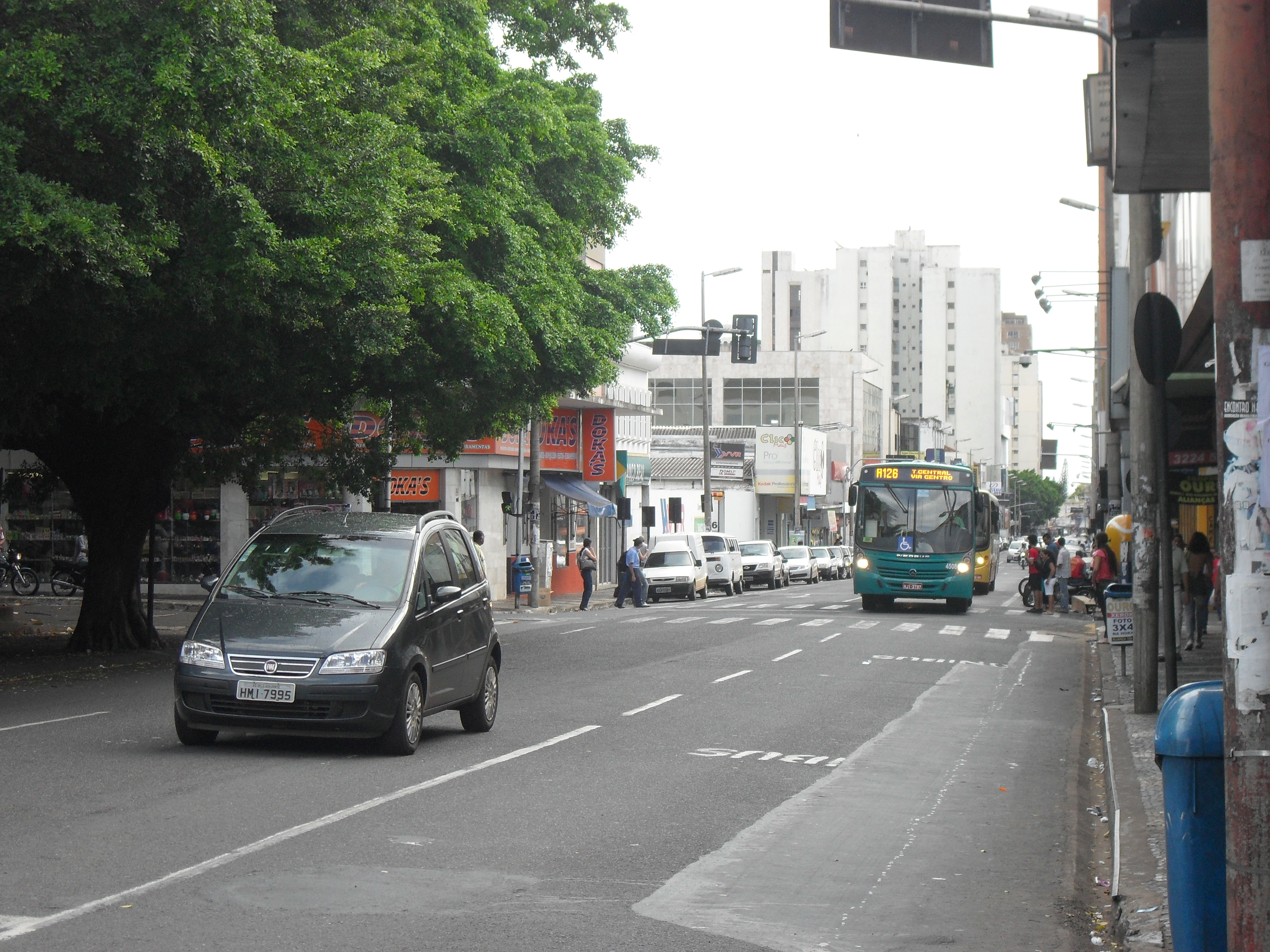
Av. Afonso Pena, ao lado do antigo Fórum Abelardo Penna, região central de Uberlândia.

A Avenida Afonso Pena, é a principal via do Centro e dos bairros Aparecida e Brasil, na região central e dos bairros Umuarama e Alto Umuarama, na Zona Leste de Uberlândia, Minas Gerais.
- A Avenida Afonso Pena é importante por ligar o Centro a alguns bairros da Zona Leste da cidade.
- E é a mais importante da região central da cidade. Tem importantes lojas, lanchonetes, agências de banco, praças, edifícios comerciais, residenciais, estacionamentos, imobiliárias, papelarias, drogarias, etc.